# Casa Museo Zenobia y Juan Ramón Jiménez
La Casa Museo Zenobia y Juan Ramón se encuentra en la calle Juan Ramón Jiménez, n.º 10 de Moguer, provincia de Huelva (España).
Es un edificio del siglo XVIII. En los últimos años ha sido restaurada en profundidad para recuperar todo el edificio de los importantes problemas que tenía como consecuencia del paso del tiempo. En el año 2015 fue declarada Bien de Interés Cultural de los Lugares Juanramonianos, con categoría de Sitio Histórico.

## Juan Ramón y la casa
Juan Ramón Jiménez se trasladó a ella en 1886 aproximadamente a la edad de 5 años. En ella vivió hasta los 26 años, momento en el que por emprender su vida adulta como escritor decide trasladarse a Madrid. Lo cierto es, que a pesar de vivir una serie de años en la calle Aceña n.º 5 junto a su madre y hermano, la casa de la calle Nueva (en la que siguió viviendo su hermana Victoria) es la que inspiraría en buena parte  la producción literaria del “Andaluz Universal” que se centra en este ámbito familiar, según escribe el propio poeta:

“es la que llenó de experiencia que luego serían entes y sombras de mi niñez y mi primera juventud”.

Entre 1905 y 1912 llegó a escribir en verso y prosa 23 libros. Probablemente su etapa más productiva.

## Estructura de la casa
Consta de dos pisos, azotea, patio y corral.

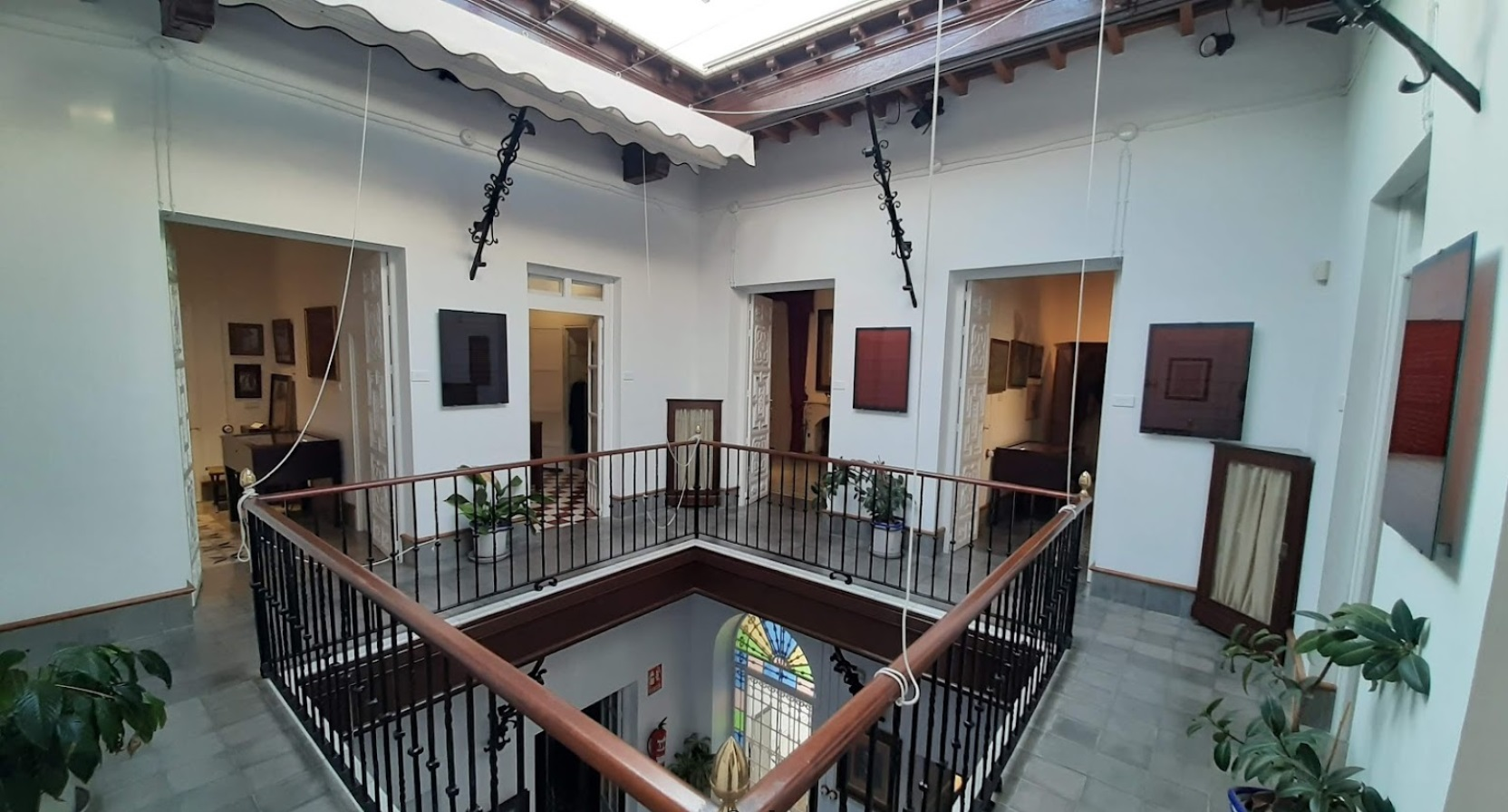
Vista patio interior.

La fachada principal es de arquitectura andaluza con predominio de elementos barrocos tardíos. Las ventanas de hierro forjado, balcón corrido, y el tejaroz o guardapolvo de pizarra gris.
El patio central de la vivienda está cubierto con una montera de cristales de colores, marca el eje central de la casa y a su alrededor se distribuyen las habitaciones.
En la planta baja encontramos el Zaguán que sirve de acceso desde la calle “Juan Ramón Jiménez”, el patio donde se encuentra la recepción, y cuatro habitaciones en las que se sitúan los espacios expositivos “Prólogo”, “La biblioteca personal”, “Las revistas de Zenobia y Juan Ramón” y “Exposiciones temporales”. La biblioteca particular que el poeta tenía en Madrid está compuesta por miles de volúmenes. También se encuentra, en esta planta baja, el patio de la casa repleto de flores y el corral donde se sitúa el pesebre de Platero.
En la planta alta encontramos alrededor del patio central, seis habitaciones en las que se sitúan los espacios expositivos “Los primeros versos”, “Tiempos de búsqueda”, “El encuentro con la belleza”, “El exilio”, “J.R.J. Universal” y “Zenobia”. En ellas, encontramos los objetos personales del matrimonio Jiménez, ediciones de Platero y yo en múltiples idiomas, objetos de Juan Ramón, retratos y cuadros, el despacho de Juan Ramón, manuscritos, etc.

## Casa-Museo “Zenobia y Juan Ramón Jiménez”
Fue convertida a casa museo en el año 1956. En la creación de la casa museo colaboró directamente Zenobia y tras su fallecimiento el propio Juan Ramón Jiménez se interesó por la dotación del Museo enviando libros, muebles y numerosos objetos personales. Donó su biblioteca particular que estaba en España y lo que de su propiedad existía en el Museo Romántico de Madrid, además de la mitad del importe del Nobel (la otra mitad la legó a la Sala “Zenobia y Juan Ramón” de la Universidad de Río Piedras en Puerto Rico). Importante fue también el apoyo de la Diputación Provincial de Huelva que compró el inmueble, así como el Ayuntamiento del Moguer y otras personas que colaboraron.

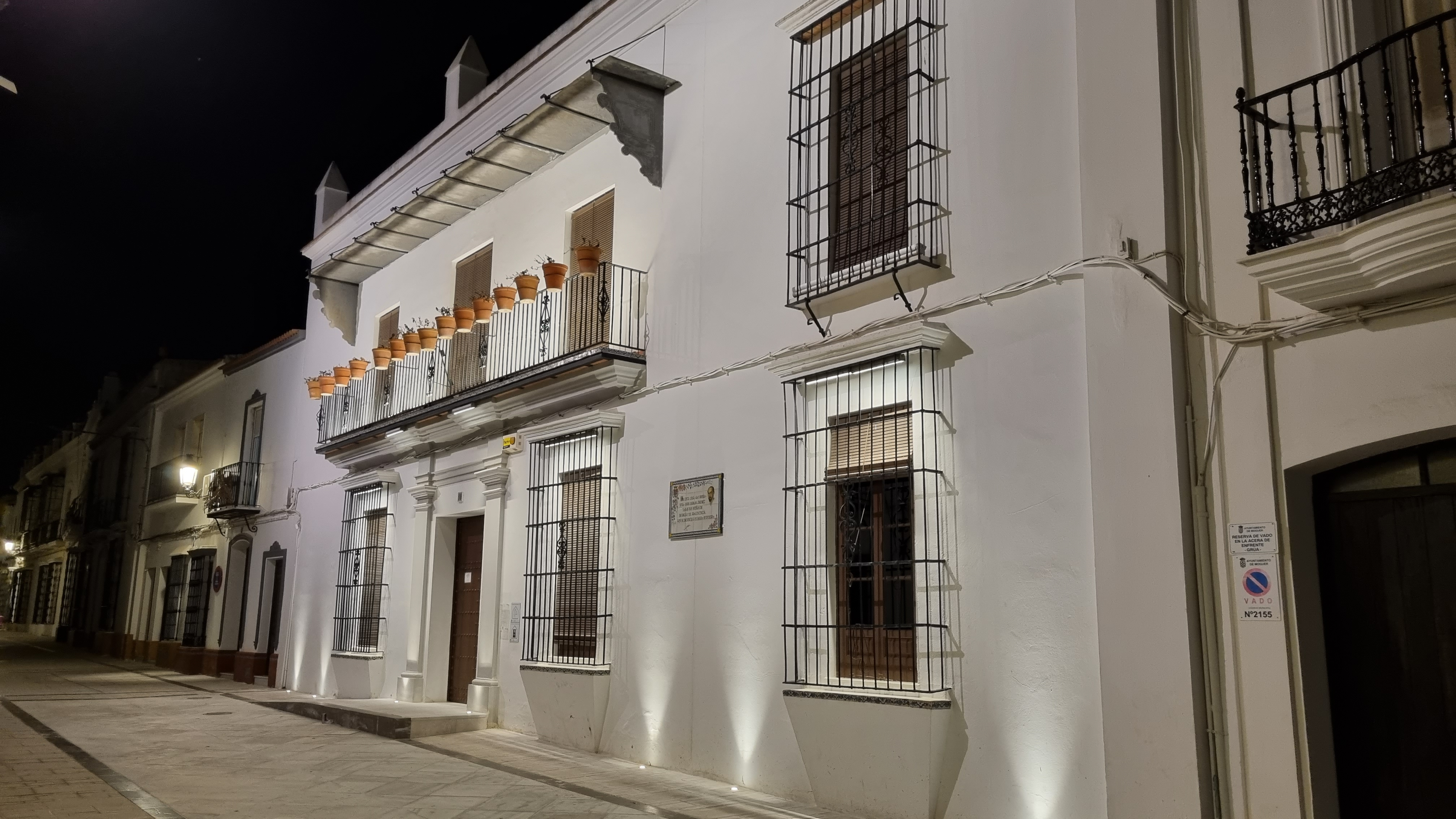
Fachada iluminada

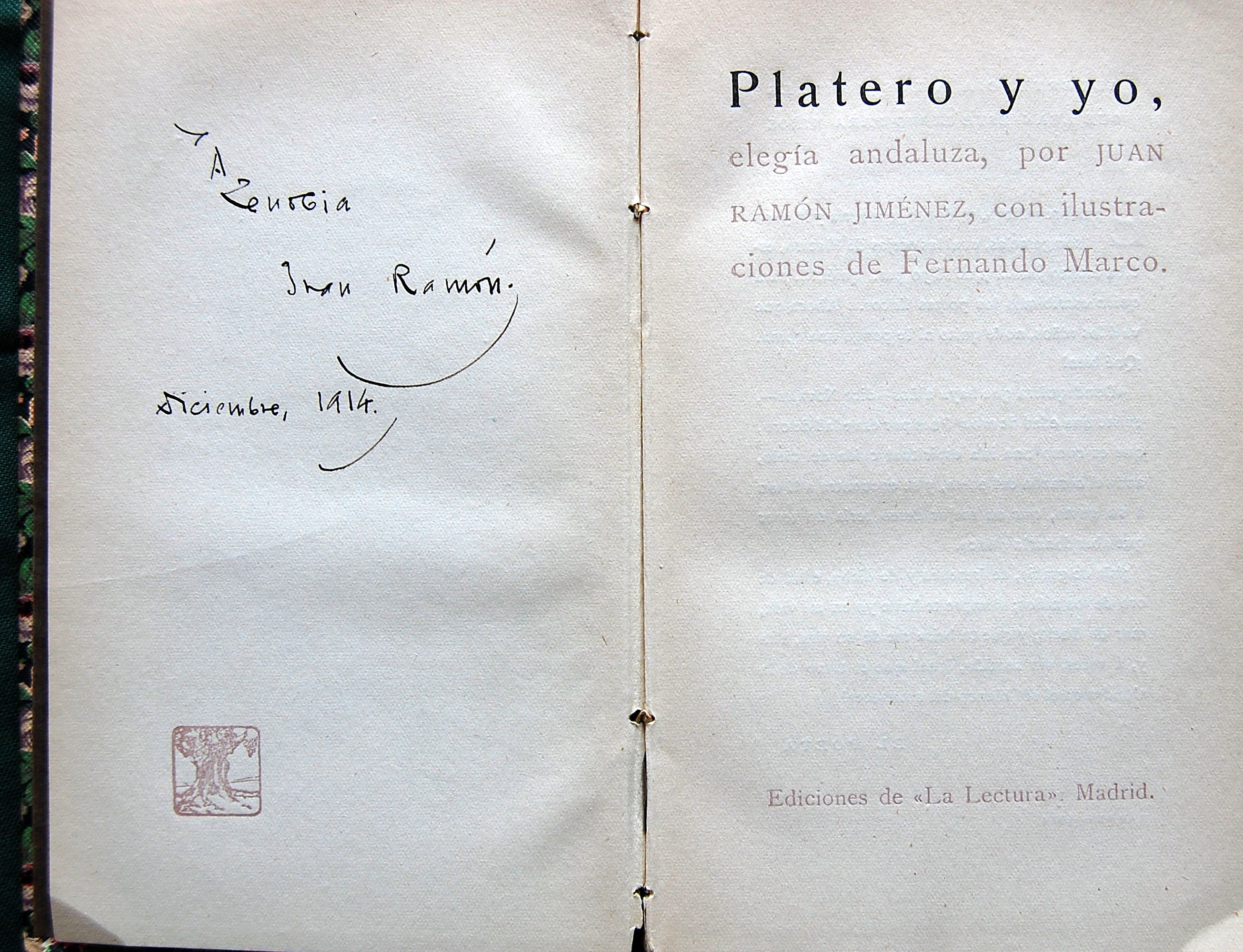
A Zenobia Camprubí.

Del año 2001 al 2007 permaneció cerrado debido a la ejecución del proyecto de restauración integral del inmueble y del propio museo. El pasado 26 de diciembre de 2007 fue reinaugurada con la pretensión de constituirse en un espacio de referencia para el estudio de la obra juanramoniana. Las obras de restauración y redistribución interior han devuelto al edificio al estado original en el que se encontraba cuando vivía en él Juan Ramón, mientras que el proyecto museográfico ha dotado a la vivienda de todas las instalaciones necesarias para que el legado documental, artístico y personal del Nobel y de su esposa pueda mostrarse con mayor comodidad y amplitud.
El objetivo principal del nuevo museo es acercar al público, al Juan Ramón Jiménez menos conocido, a través de un recorrido por los objetos personales que rodearon su vida, sus sonidos, sus textos e imágenes. Todo ello desde una visión didáctica, conseguida gracias a la reforma del acondicionamiento planteada por el nuevo proyecto museístico, que añade aspectos audiovisuales.
La casa-museo Zenobia y Juan Ramón Jiménez tiene un nuevo enfoque, dirigido al turismo cultural. La reforma integral de la típica casa señorial andaluza ofrece un amplio abanico de posibilidades que dinamizan la obra del poeta, poniéndola en valor y que recrean una etapa de la historia de Moguer y de Andalucía en general. De este modo, cada una de las dependencias se vincula a una etapa o aspecto de su vida o creación. Así, el despacho (en la planta alta) está relacionado con los primeros versos del Nobel cuando, tras un ligero coqueteo con la pintura, decidió que su vocación estaba realmente en la poesía.
El dormitorio es “El encuentro con la belleza” y con ello, se invoca al momento en que el escritor conoce a su esposa Zenobia Camprubí, y que pese a las reticencias de la joven, el poeta consiguió enamorarla a través de las traducciones que realizaron conjuntamente del Nobel bengalí Rabindranath Tagore. Otro ejemplo, de este periplo de estancias y episodios biográficos se encuentra en el salón, que es el recuerdo del doloroso exilio, siendo lo más terrible la pérdida de la esperanza de volver a España.
La colección de la casa-museo está compuesta por la biblioteca y hemeroteca personal del poeta, con 3.700 volúmenes y 7.500 revistas en inglés, alemán, francés y español, además de mobiliario y enseres personales y una importante colección de pinturas.

## Galería

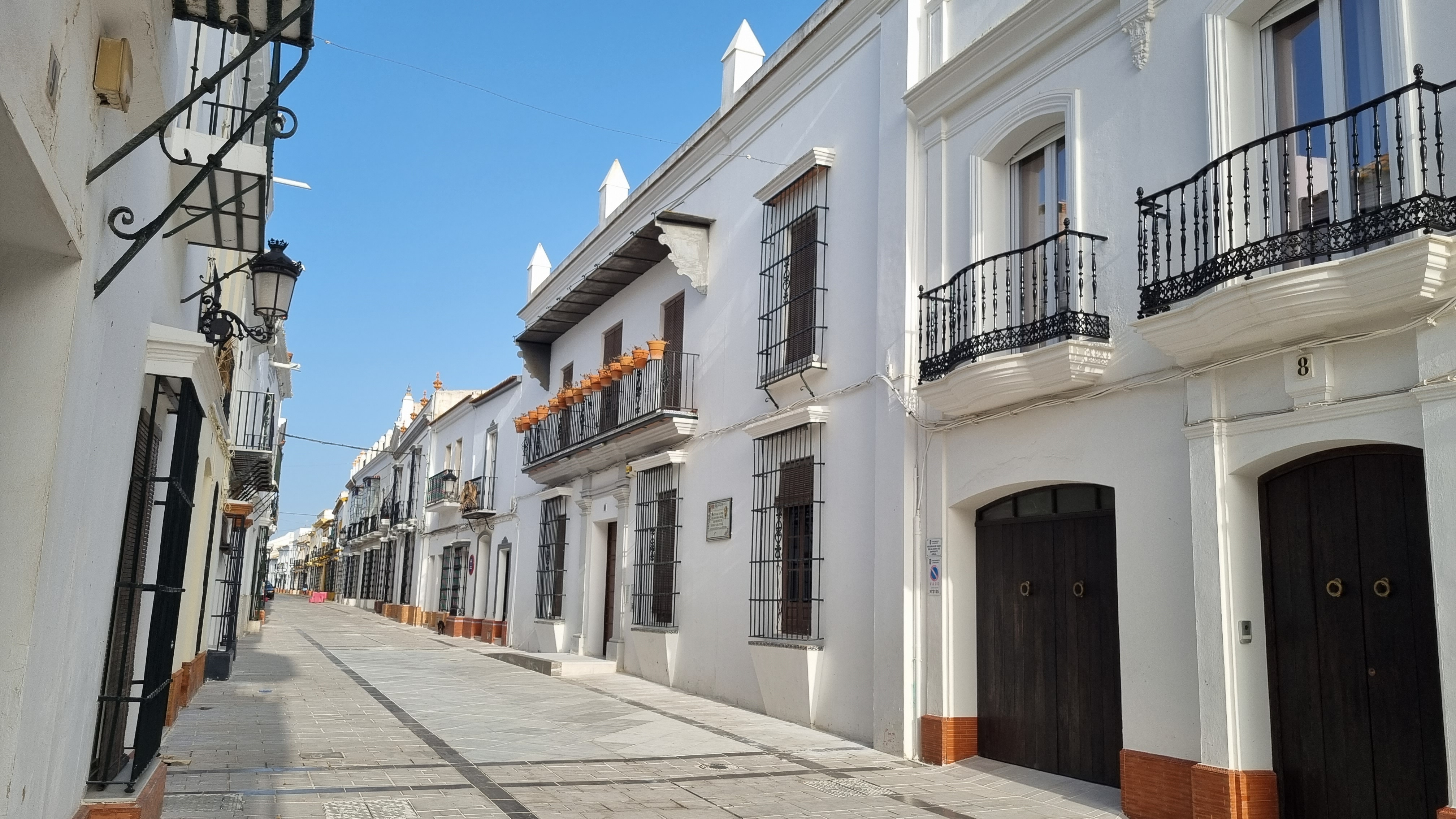
Vista calle
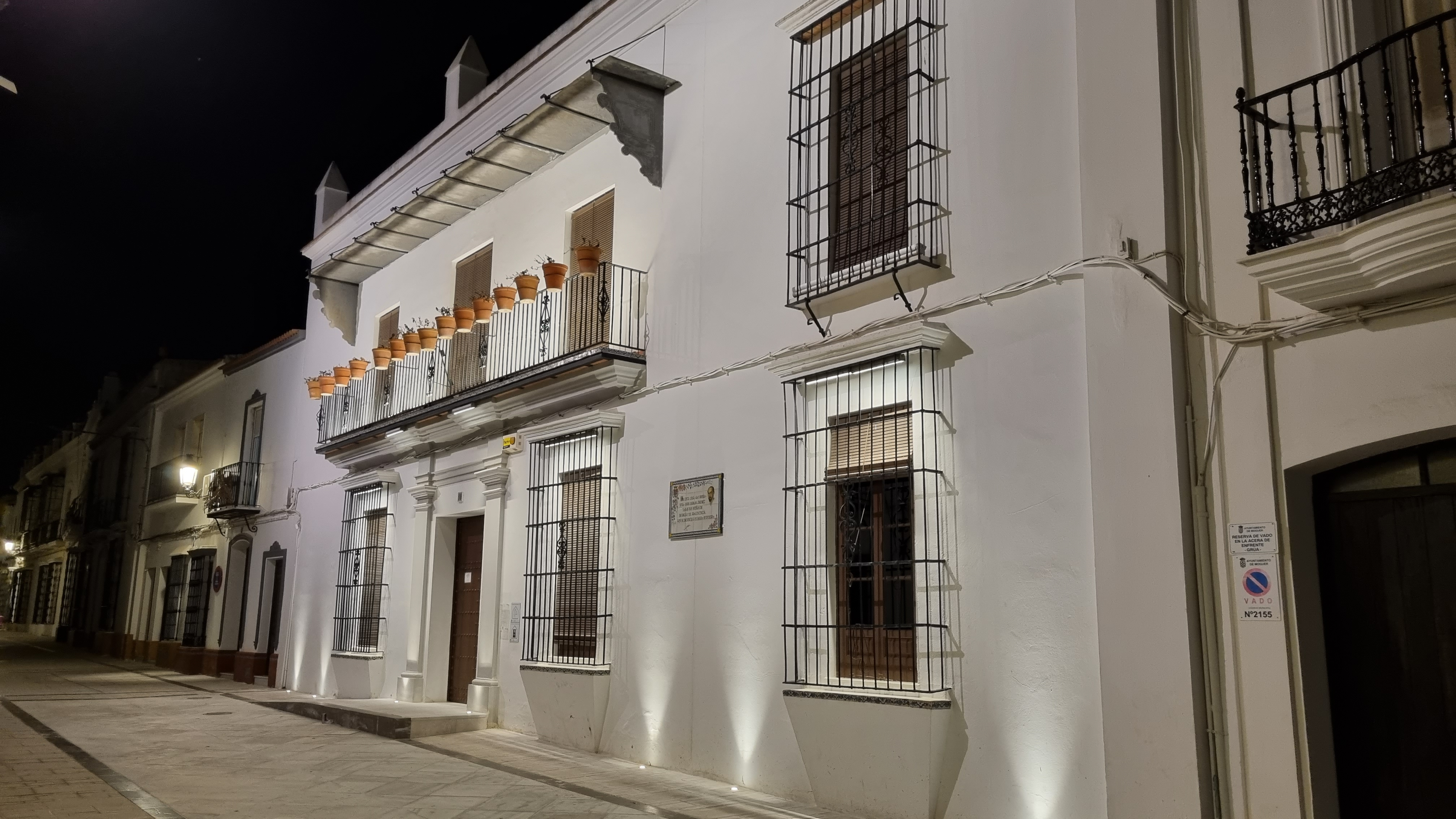
Vista noche
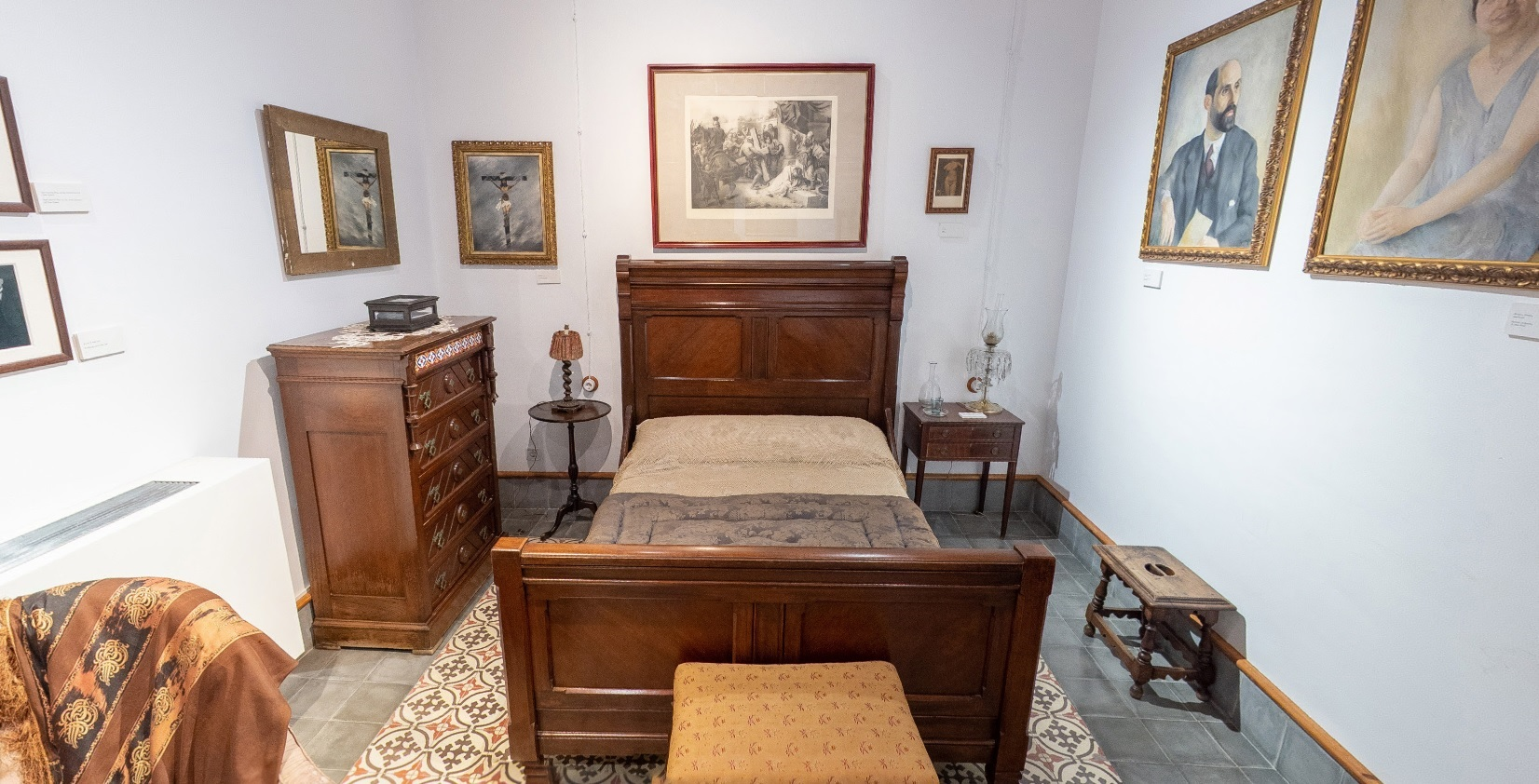
Sala 1
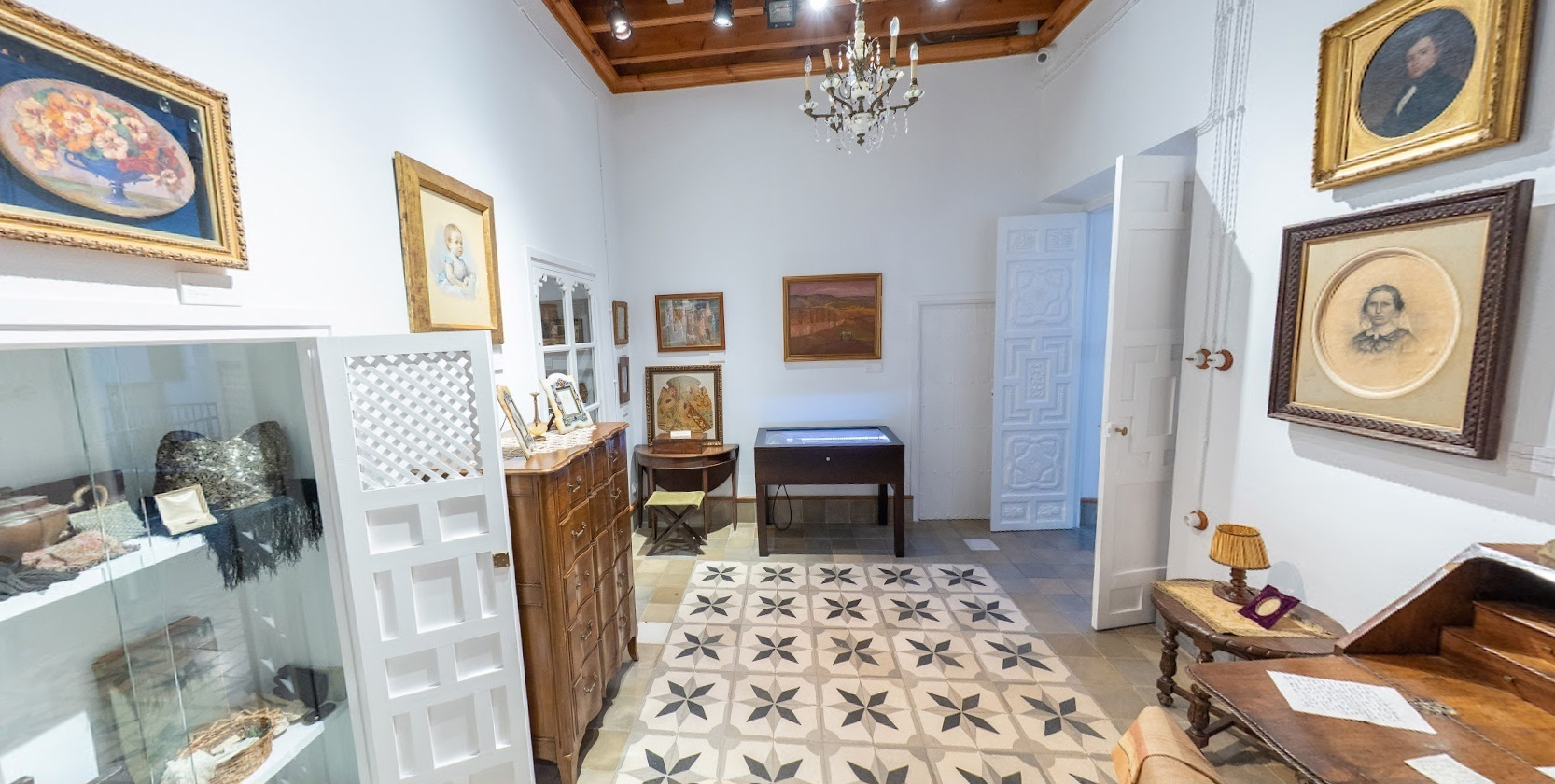
Sala 2
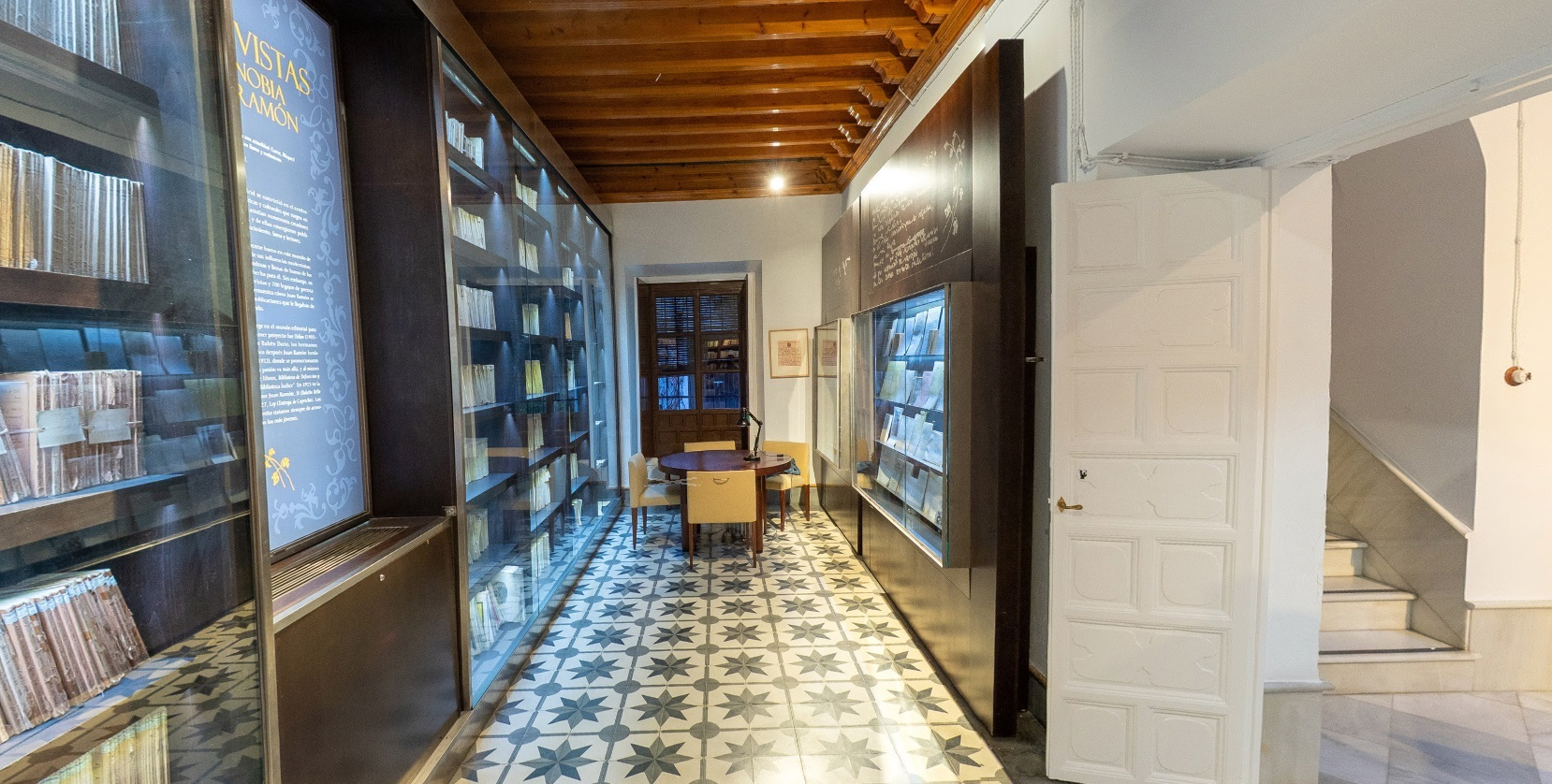
Sala 3
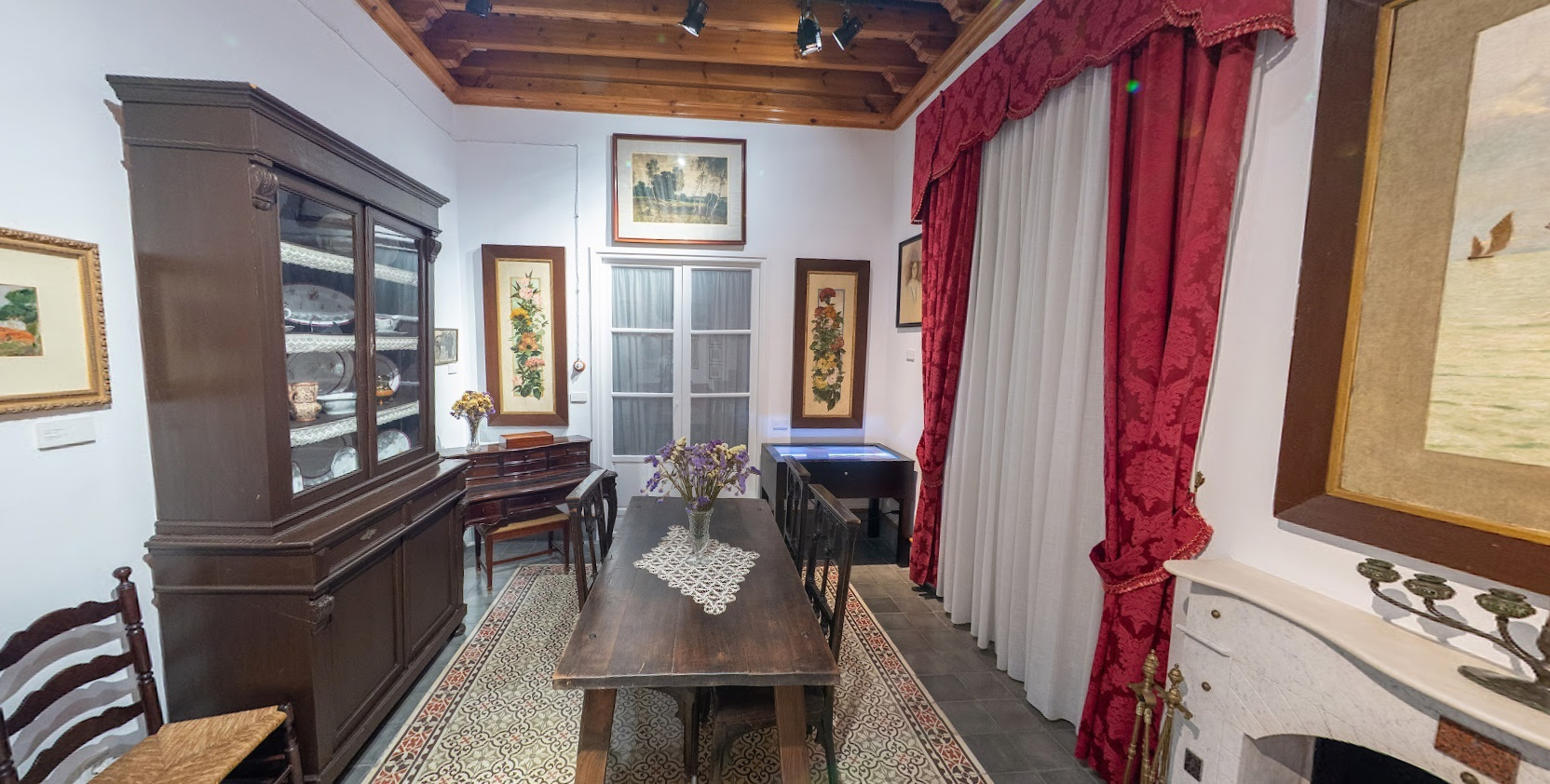
Sala 4
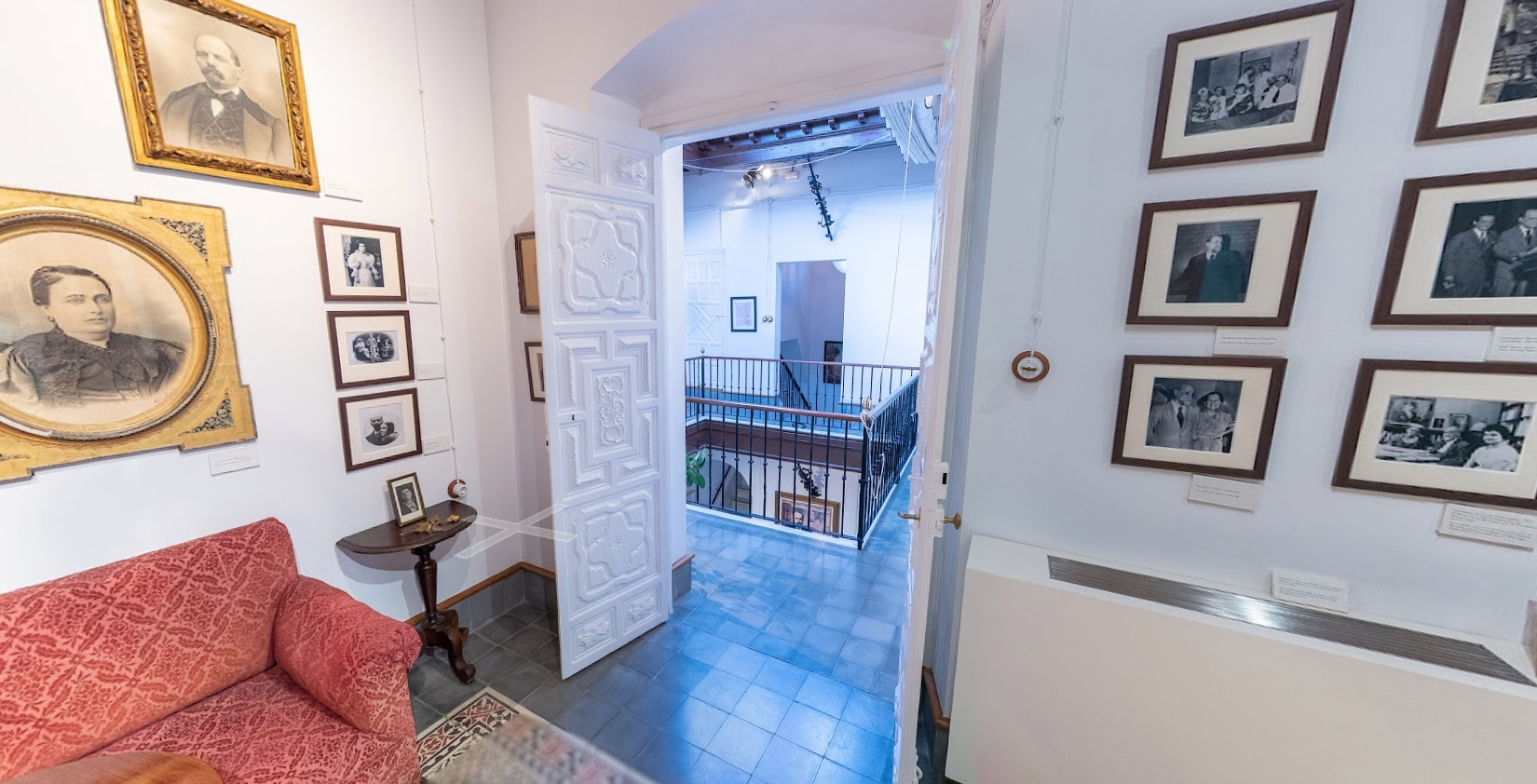
Sala 5
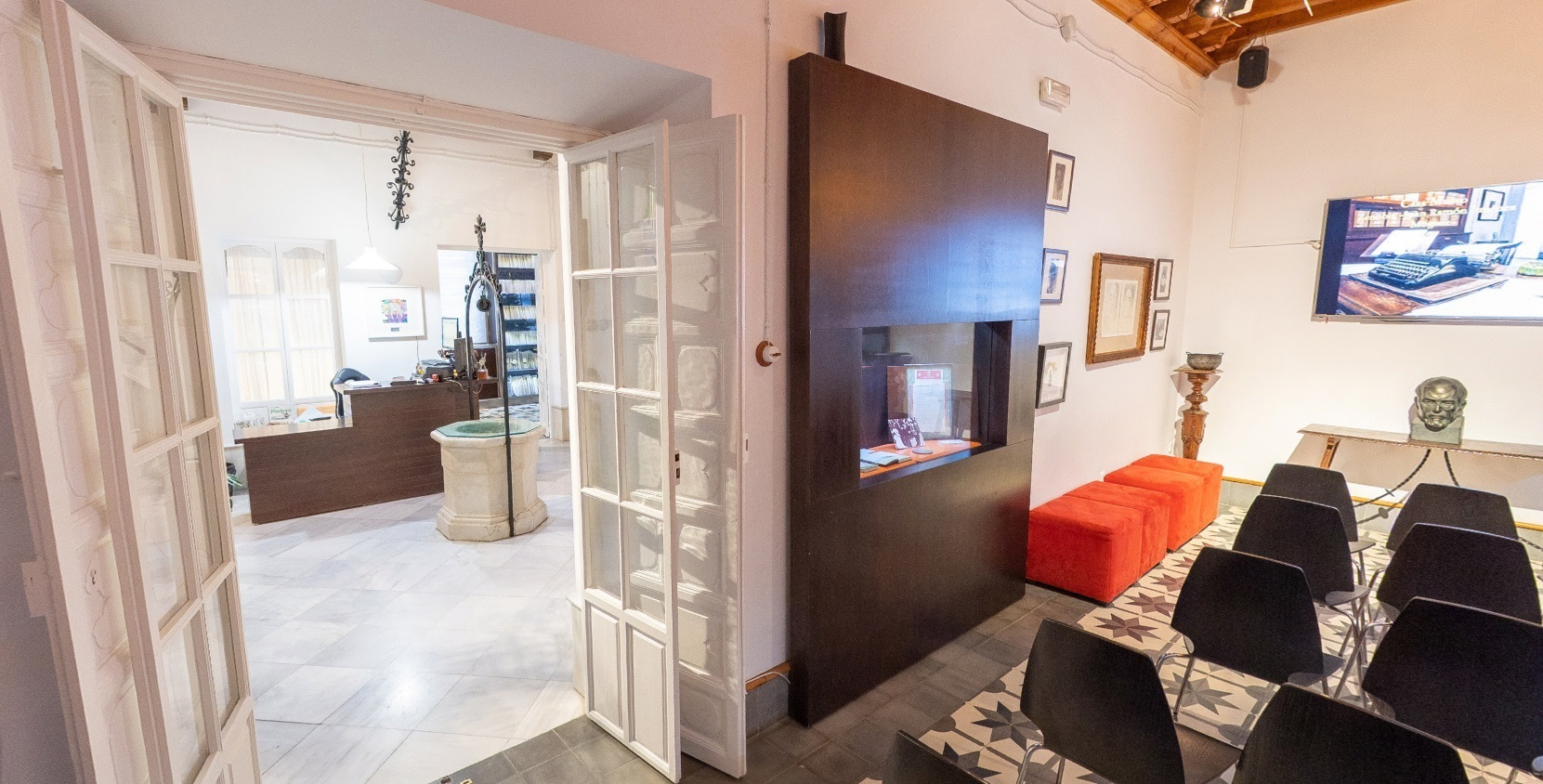
Sala 6
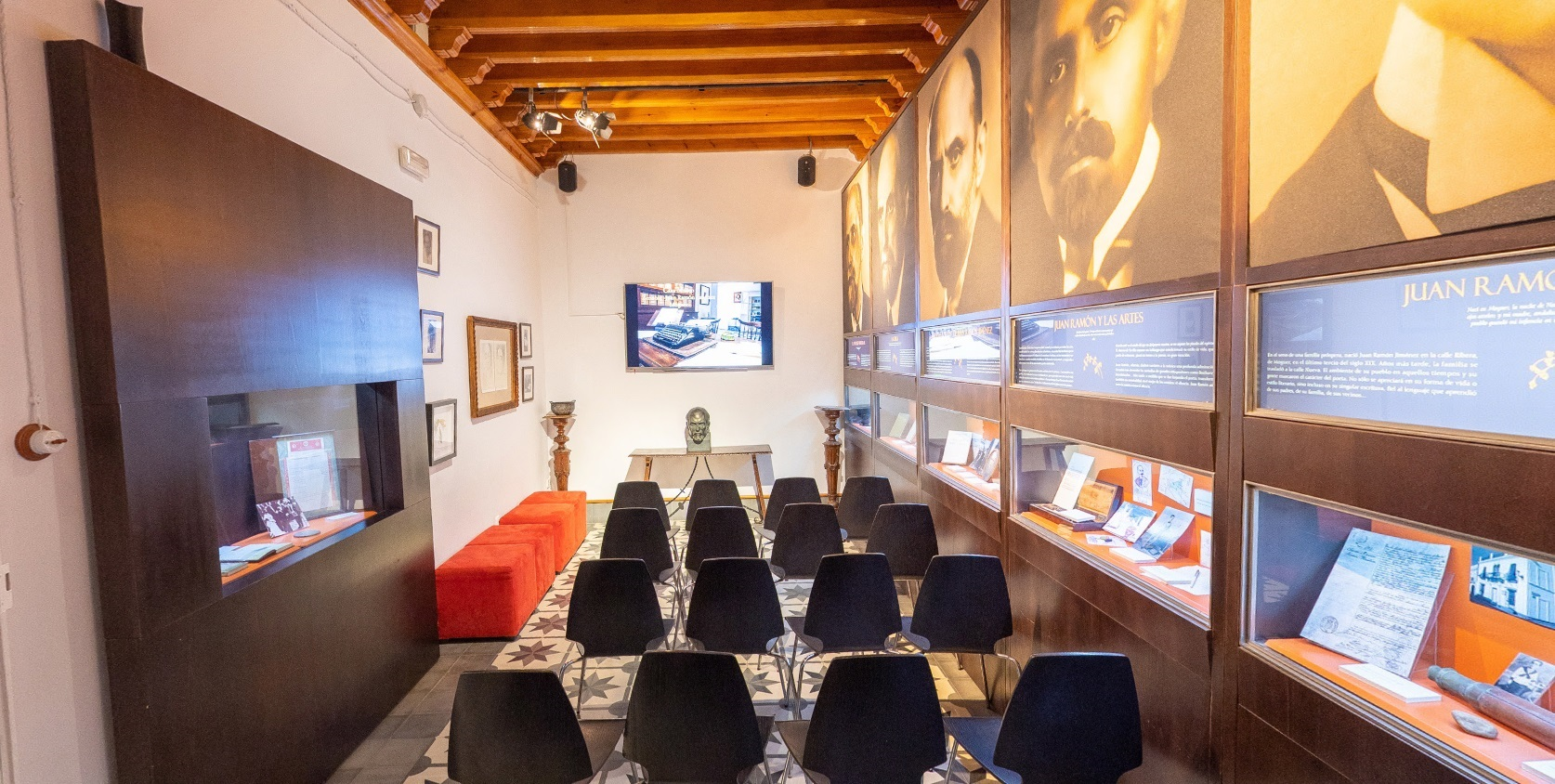
Sala 7
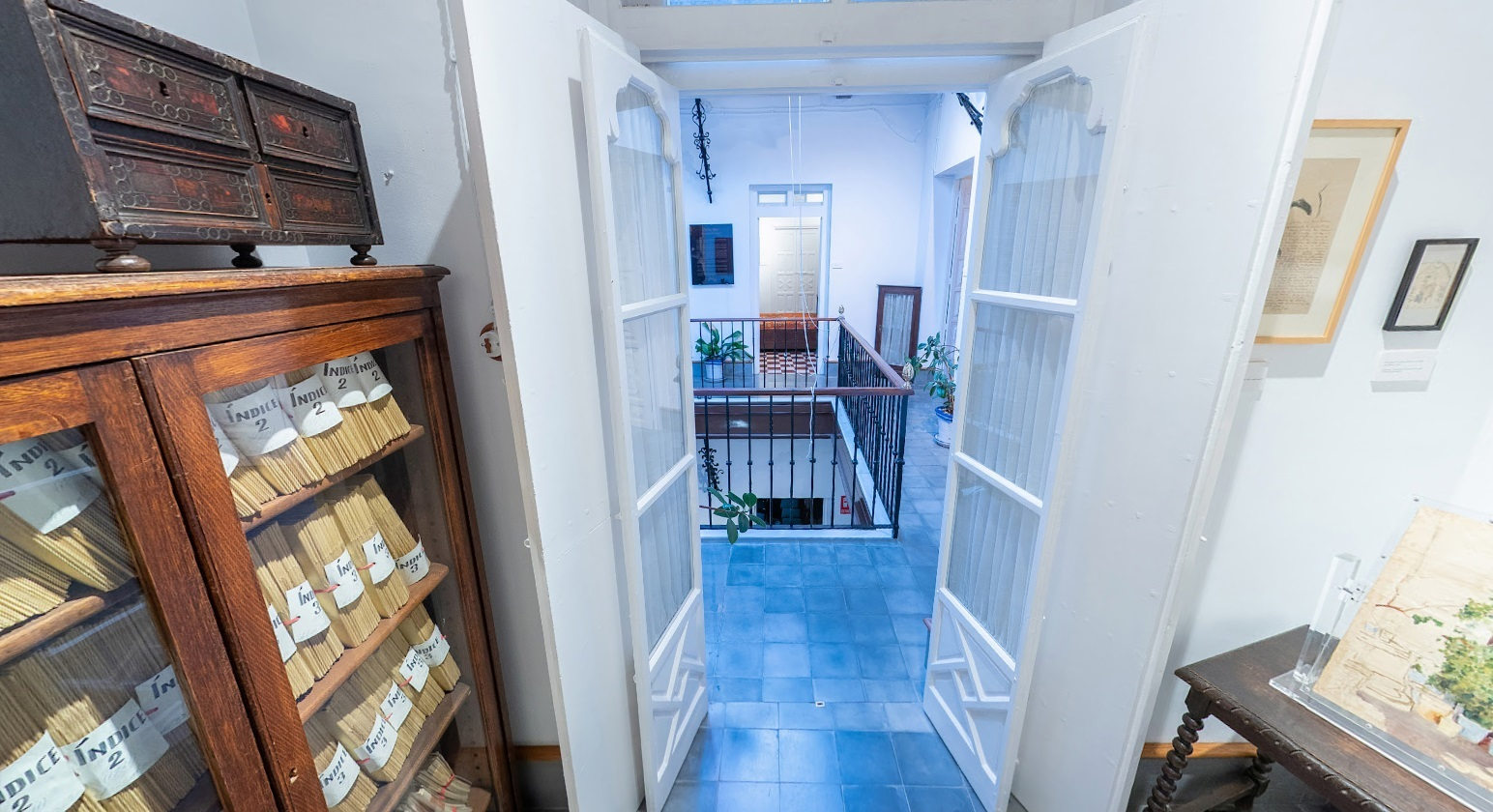
Sala 8
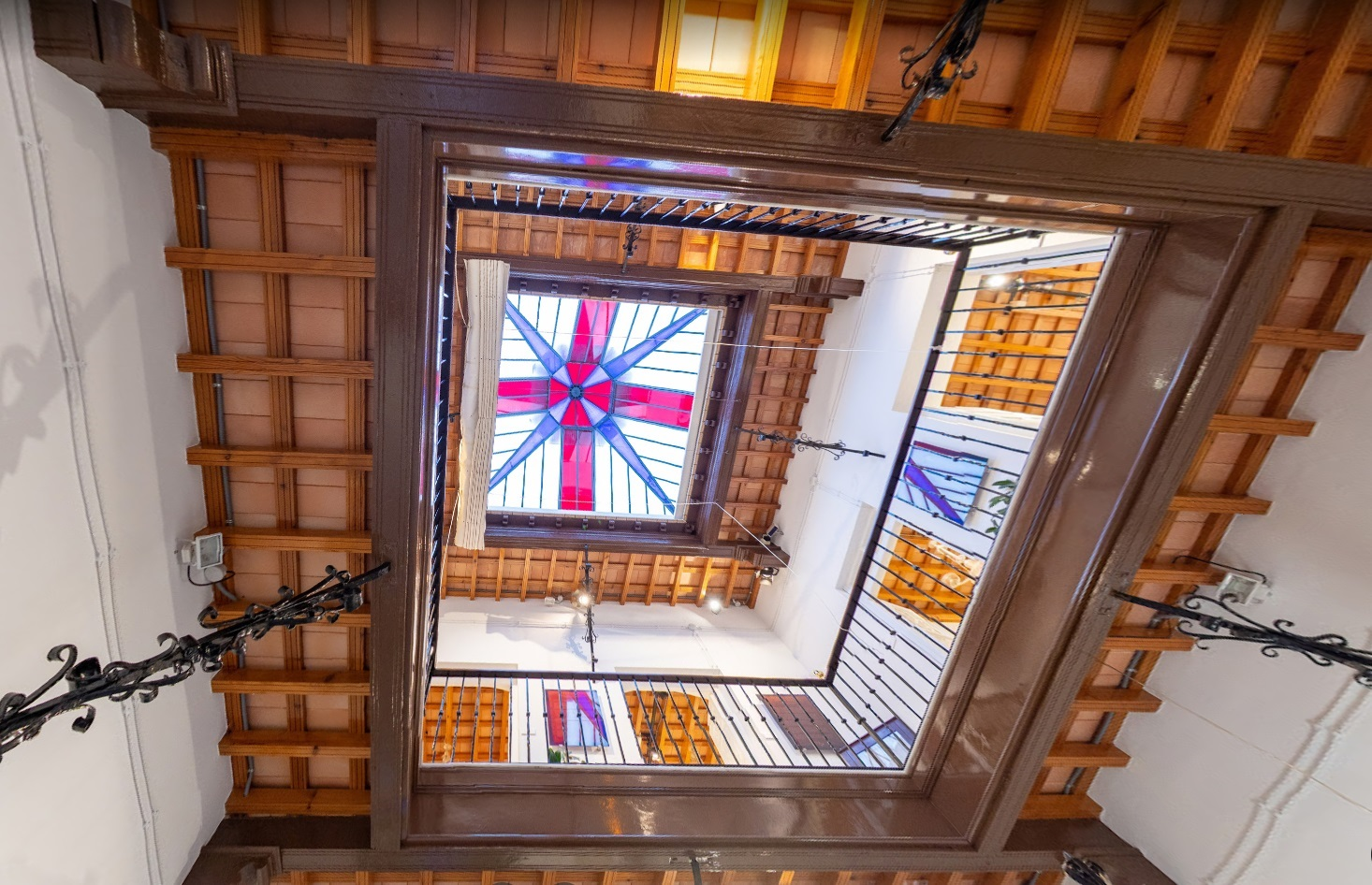
Techo patio central
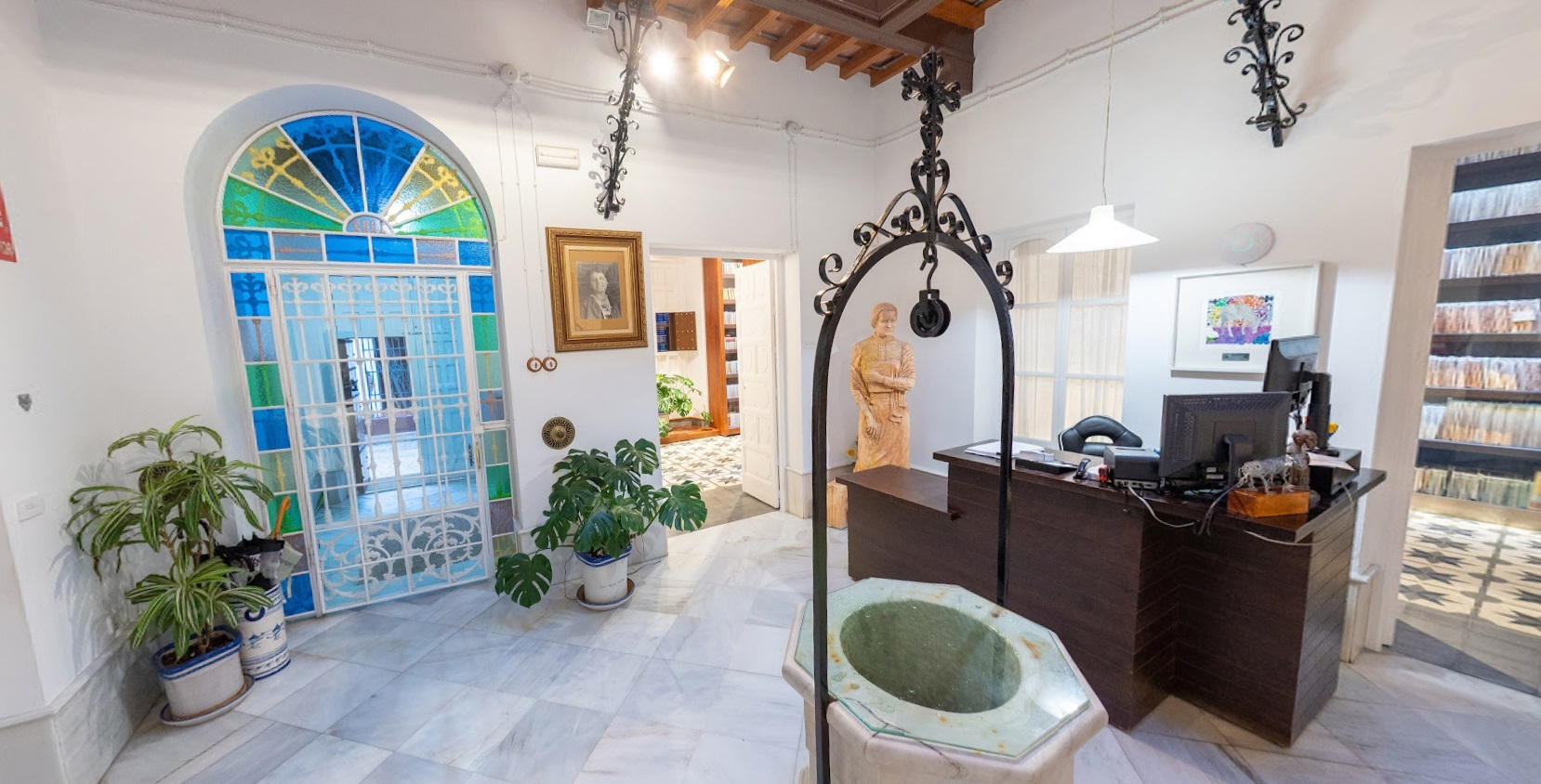
Patio central
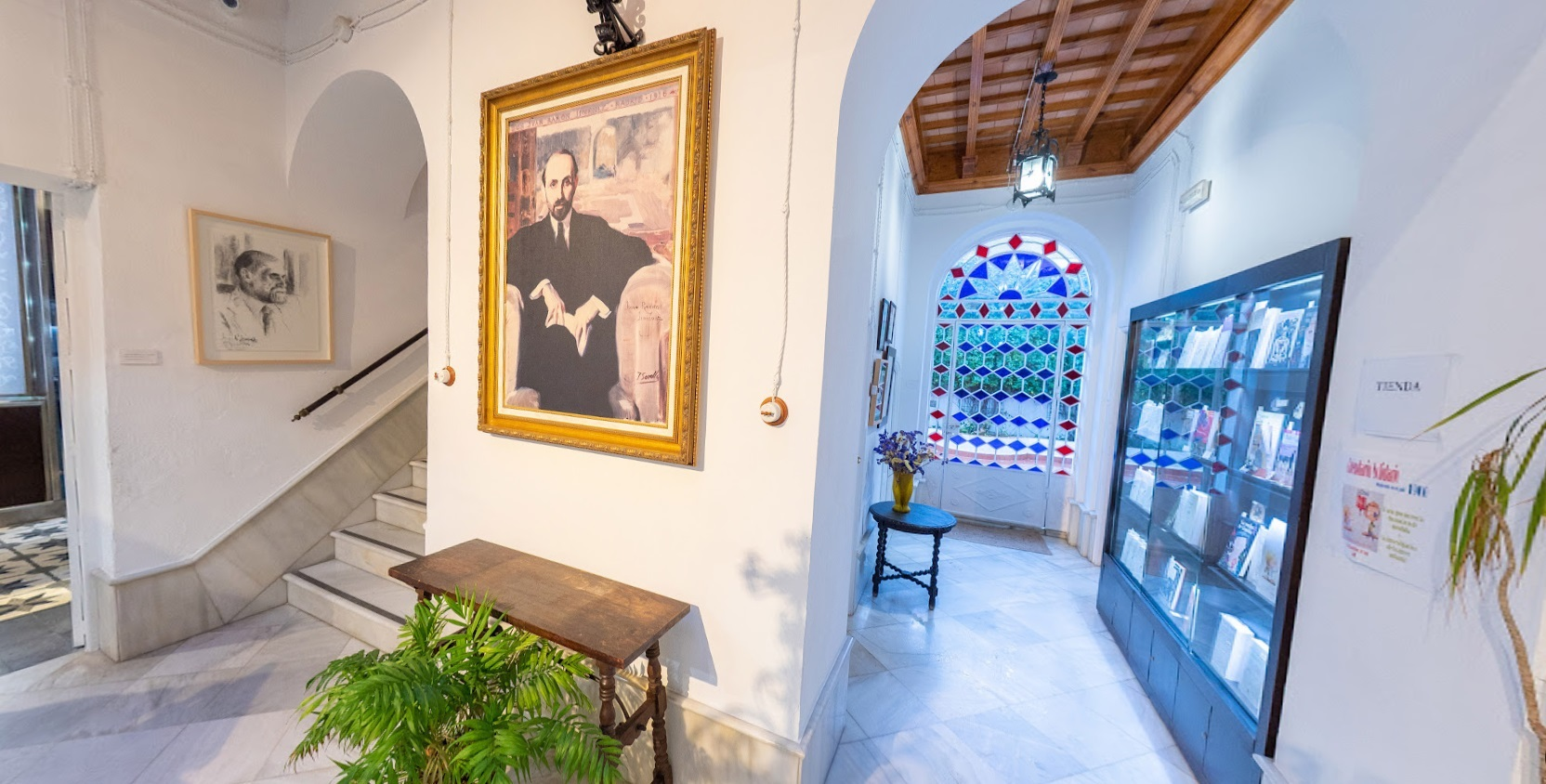
Patio central

## Fundación Juan Ramón Jiménez
Artículo Principal: Fundación Juan Ramón Jiménez

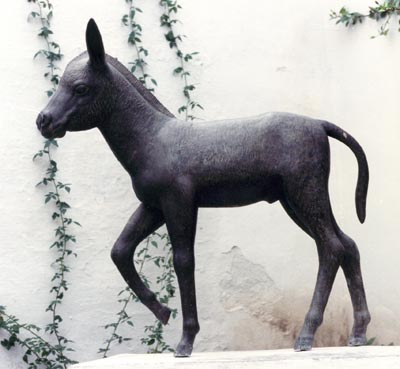
Platero en Casa Museo J.R.J. de Moguer. Obra de León Ortega.

Esta institución es un consorcio administrativo constituido por la Diputación provincial de Huelva, el Ayuntamiento de Moguer y la Consejería de Cultura de la Junta de Andalucía. Tiene su sede en la Casa Museo Zenobia y Juan Ramón.
La Fundación Juan Ramón Jiménez se crea el 7 de mayo de 1987 con el fin de gestionar y custodiar la Casa Museo “Zenobia y Juan Ramón”, promocionar y editar estudios sobre la obra y vida del autor, y custodiar los originales, documentos, residencias y biblioteca del poeta.
De ella depende el Centro de Estudios Juanramoniano que, entre otras funciones, cataloga los fondos propios de la Fundación y los estudios dedicados al poeta, ofrece material y becas para el estudio de su obra y organiza simposios, encuentros y cursos sobre Juan Ramón Jiménez y Zenobia Camprubí.
Entre las conmemoraciones Juanramonianas que organiza anualmente la Fundación Juan Ramón Jiménez, cabe destacar:
- La concesión del Premio Hispanoamericano de poesía Juan Ramón Jiménez[3] que concede anualmente la “Fundación”.

- El encuentro anual de poesía Voces del extremo patrocinado por la Fundación desde 1999, y organizado el poeta y ensayista moguereño Antonio Orihuela. Estos encuentros se encuadran dentro del movimiento poético denominado poesía de la conciencia, nueva poesía social o poesía política.

Ocasionalmente distingue a personas u entidades con los siguientes distinciones:
- La imposición del Perejil de plata,[4] por la difusión y conocimiento de la obra del Nobel moguereño.
- Distinción como Miembro de honor de la Fundación.[5]